# Kleinbildkamera

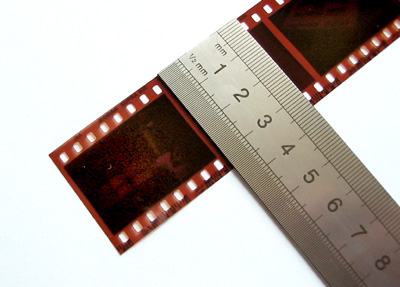
Der klassische 35-mm-Kleinbildfilm (Typ 135) mit dem Bildformat 24 × 36 mm. Die 35 mm beziehen sich auf die Breite des Filmstreifens, abzüglich der Randbreite ergibt sich die 24 mm lange Bildseite.

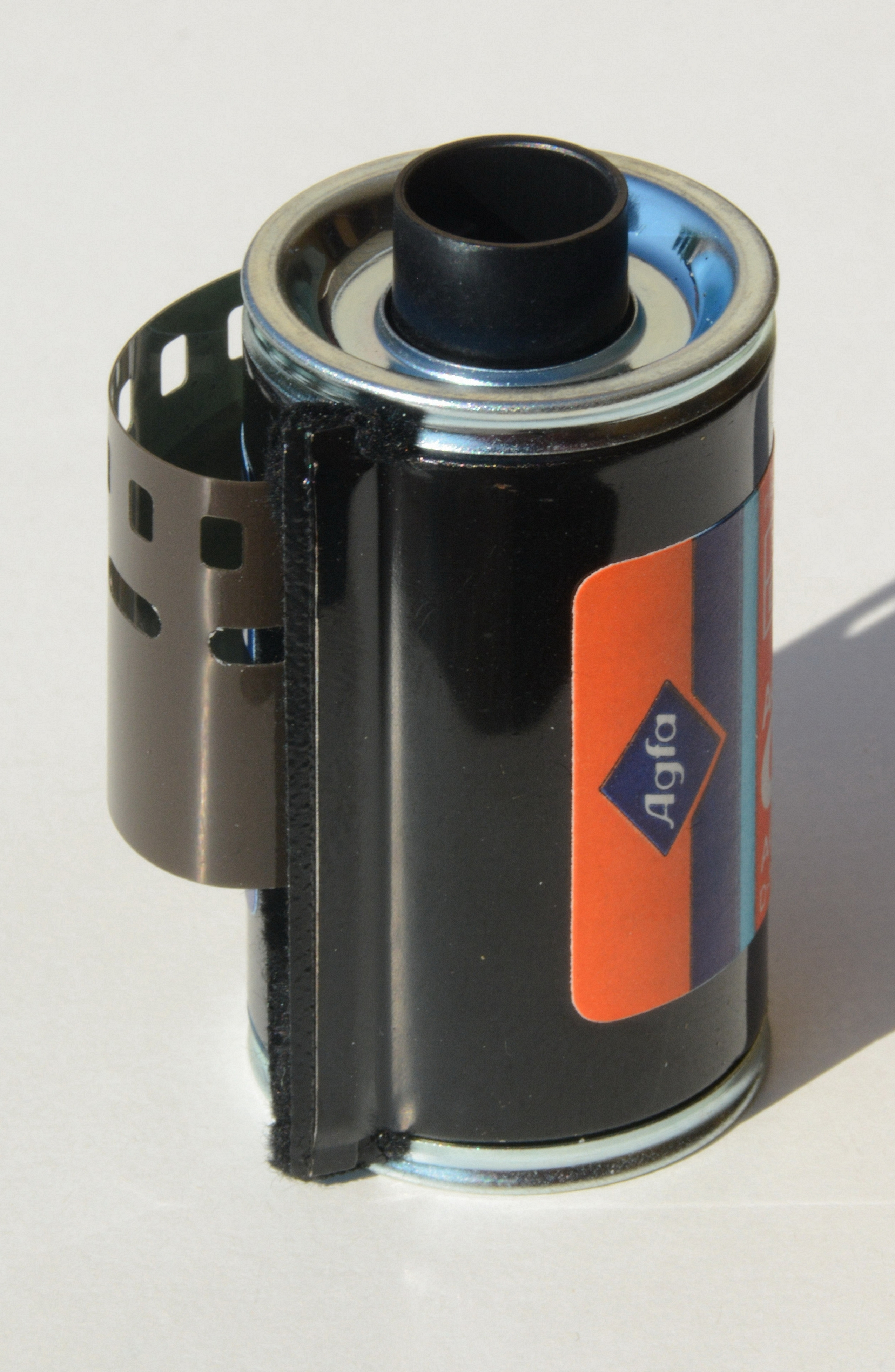
Kleinbildfilm in Filmpatrone, die mit dem Produktnamen 135 im Jahr 1934 von Kodak eingeführt wurde.

Als Kleinbildkameras werden meistens 35-mm-Film-Kameras mit einem Bildformat von 24 mm × 36 mm verstanden, welche die Kleinbildpatrone des Typs 135 verwenden. Im weiteren Sinne gehören alle Kameras dazu, die ein Filmformat von etwa zwei bis vier Zentimetern Kantenlänge besitzen; dabei handelt es sich um heute nicht mehr gebräuchliche Filmtypen und Formate.

Noch kleiner waren die in den 1970er Jahren eingeführten Pocketkameras.
Mit dem Aufkommen der digitalen Kompaktkameras verschwanden die meisten Kleinbildkameras vom Markt.

## Kameratypen

### Sucherkameras

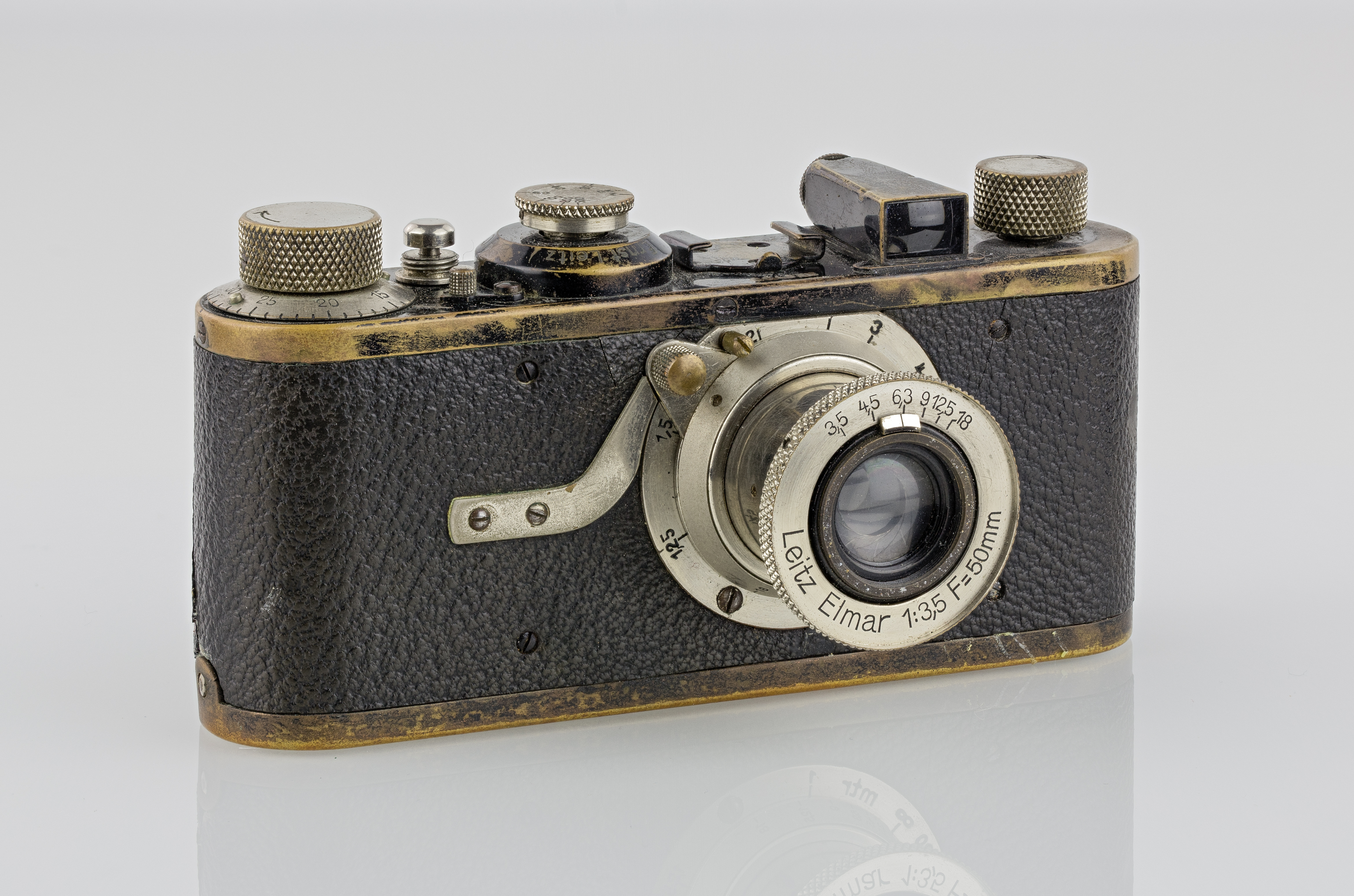
Leica I, 1927, mit Objektiv Leitz Elmar 1:3,5 F=5cm: die erste Kleinbildkamera

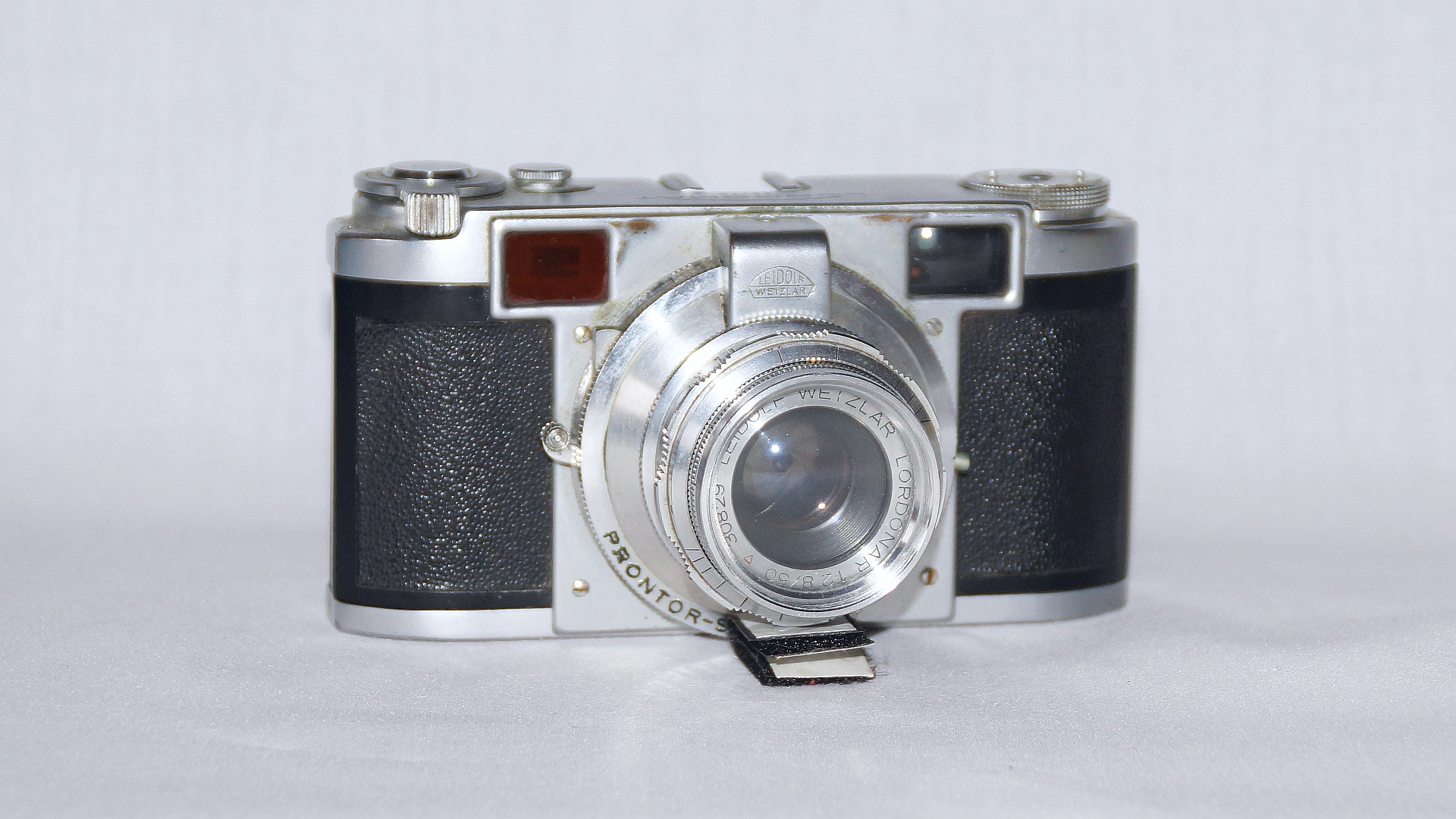
Lordomat aus 1953: Sucherkamera des in Wetzlar (wie Leitz) ansässigen ehemaligen Herstellers Leidolf

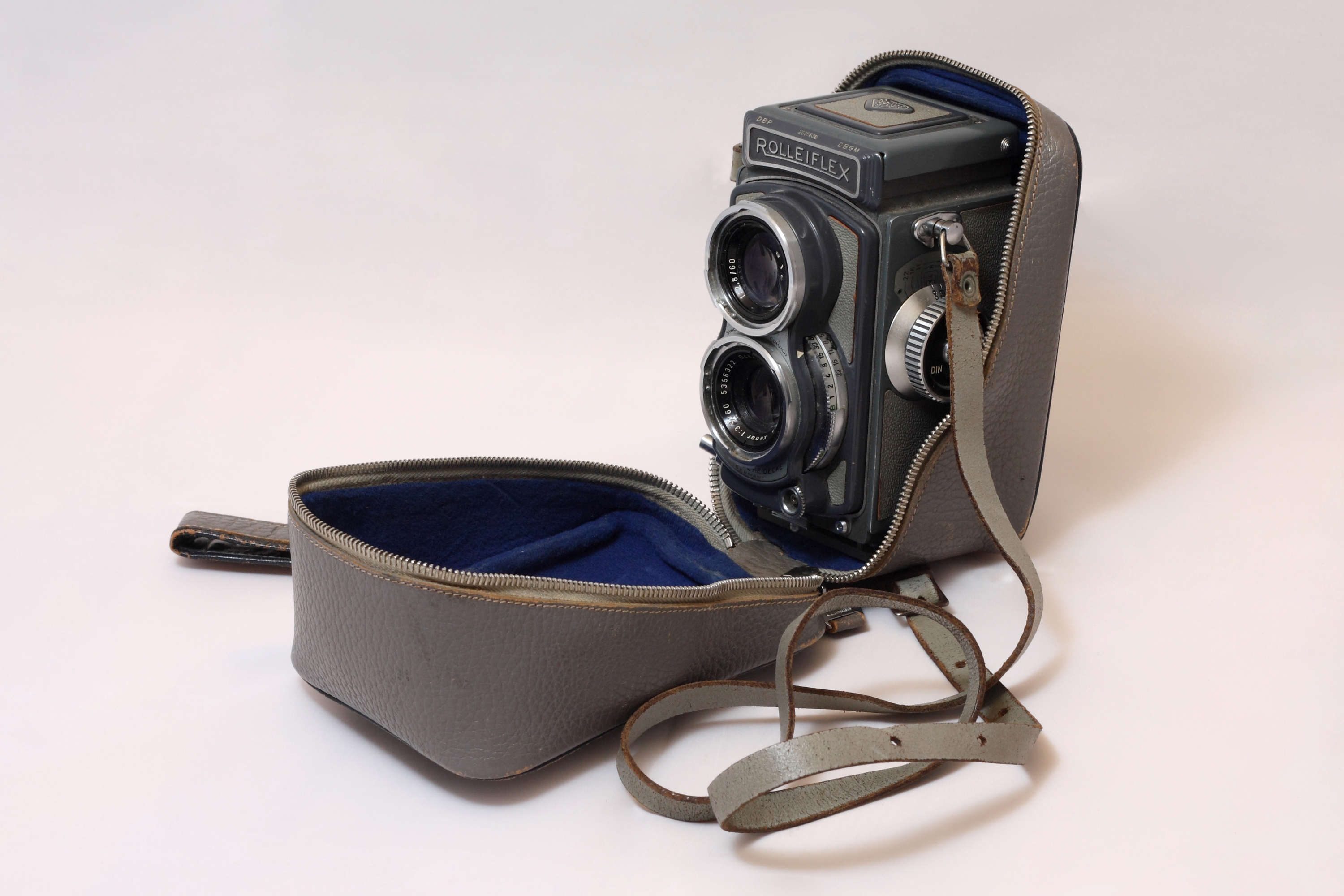
Rolleiflex Baby, eine zweiäugige Spiegelreflexkamera für den 127er Rollfilm

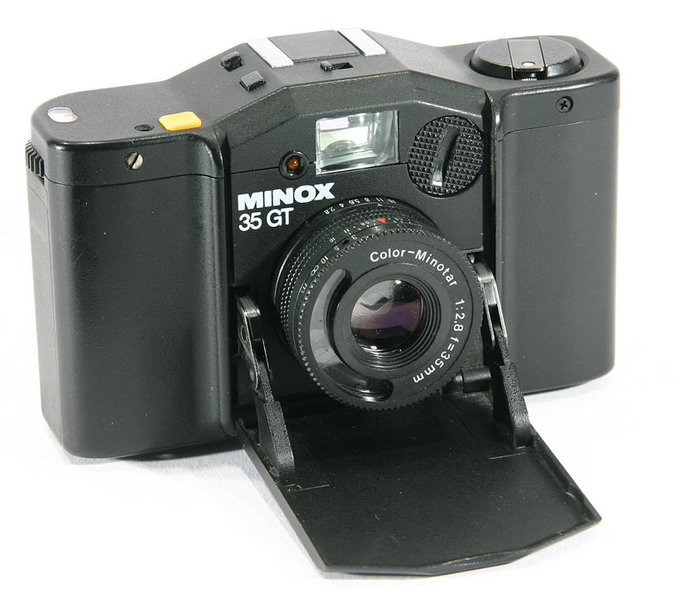
Minox 35 GT, eine sehr kompakte Sucherkamera

Einige einfache Kameras wurden als Sucherkamera gebaut; hinzu kommen noch einige System-Sucherkameras der gehobenen Preisklasse, insbesondere die Leica-M-Serie, die in der Regel als Messsucherkameras bezeichnet werden. Dadurch machten sie den größten Anteil unter den Kleinbildkameras aus. Sucherkameras gab es von zahlreichen Anbietern, nahezu alle Kamerahersteller boten jene an. Besondere Bauformen sind die Unterwasserkamera Nikonos von Nikon und die Panoramakamera Hasselblad XPan. In den 1990er-Jahren ist die russische Lomo sehr bekannt geworden.

### Einäugige Spiegelreflexkameras

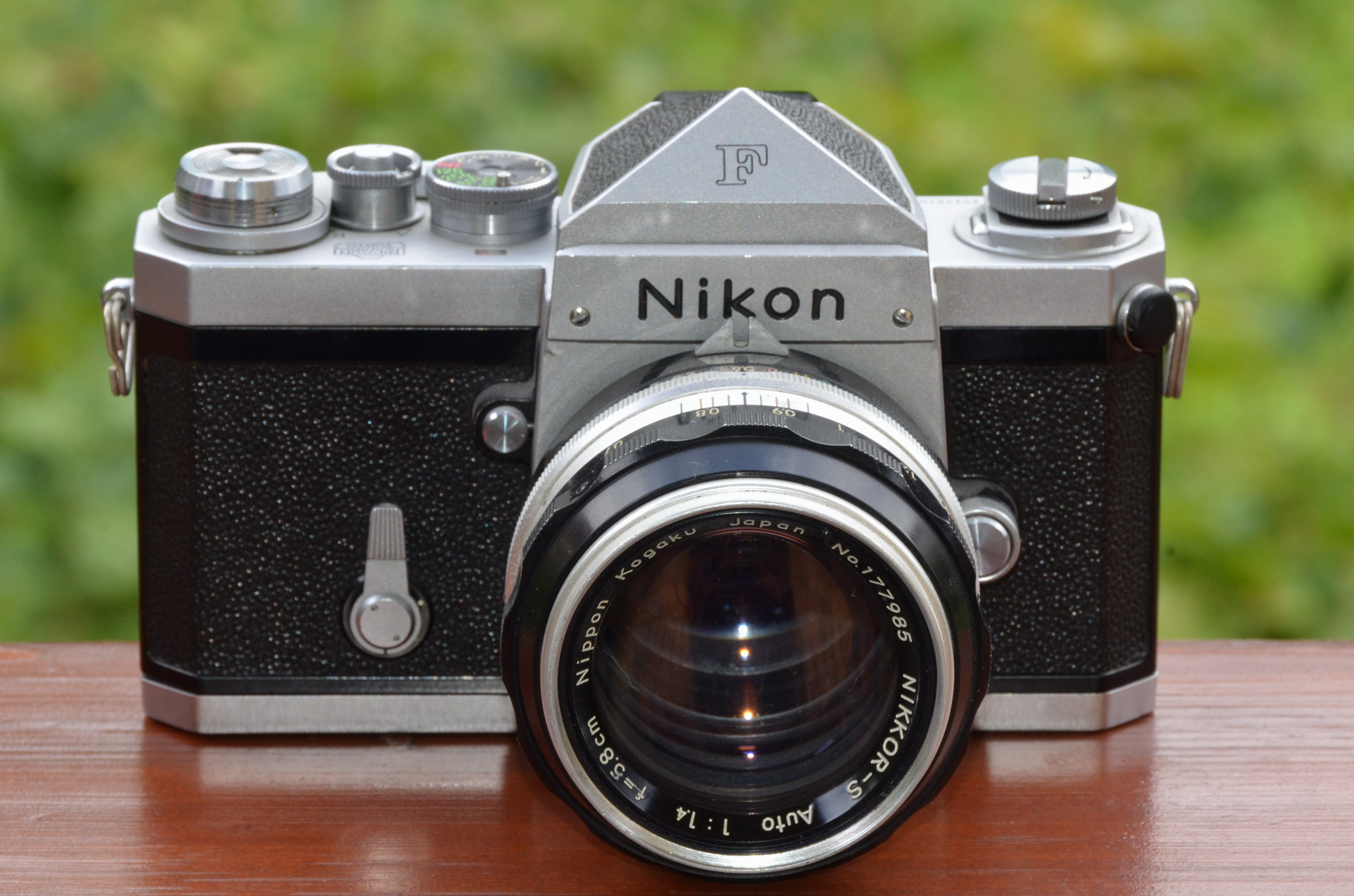
Nikon F chrom mit auswechselbarem Prismensucher (ohne Belichtungsmesser) und frühem Objektiv NIKKOR-S Auto 1:1,4 f=5,8cm (1959). Sie gilt als Urtyp aller folgenden professionellen SLR-Kameras dieser Art und wurde von 1959 bis 1974 gebaut.

Die meisten hochwertigen Kleinbildkameras waren einäugige Spiegelreflexkameras, auch SLR für „Single Lens Reflex“ genannt. Zumeist waren es Systemkameras mit einem großen Angebot an Objektiven und anderem Zubehör.

### Zweiäugige Spiegelreflexkamera
Zweiäugige Spiegelreflexkameras (auch als TLR für „Twin Lens Reflex“ bezeichnet) hatten im Kleinbildbereich keine Bedeutung. Zum einen gab es die Rolleiflex Baby und einige asiatische Nachbauten, eine quaderförmige Kamera mit Lichtschachtsucher und dem Format 4 × 4 Zentimeter. Zum anderen existierten in den 1960er-Jahren wenige zweiäugige Kameras für den Filmtyp 135, etwa die Agfa Optima Reflex. Sie sahen aus wie eine gewöhnliche einäugige Kamera, besaßen also einen fest eingebauten Pentaprismensucher, nur eben zwei kleine fest eingebaute Objektive. 1936 wurde mit der Contaflex von Zeiss Ikon eine einzigartige zweiäugige Spiegelreflexkamera für das Kleinbild eingeführt, die – extrem aufwändig gebaut und daher sehr teuer – kommerziell wenig erfolgreich war.

## Eigenschaften

### Größe und Gewicht
Kleinbild- unterscheiden sich von Mittelformatkameras zumeist erheblich im Gewicht: Mit 5 kg bis 6 kg lässt sich bereits ein ausgesprochen universell verwendbares System zusammenstellen. Kompaktkameras nähern sich sogar mitunter der Pocketkamera in ihrer Größe an. Einen ersten Schritt in diese Richtung machte 1966 die Rollei 35, gefolgt von der Minox 35 (1974) und der Olympus XA (1979). Sonderformen der Kleinbildkameras wie die japanische Petal-Kamera waren noch kleiner, konnten sich auf dem Mart aber nicht durchsetzen.

### Kosten
Aufgrund der großen Stückzahlen wurden Kleinbildkameras sehr kostengünstig gefertigt; hinzu kommt, dass der erforderliche Bildkreis gegenüber dem Mittelformat kleiner ausfallen kann, was die Objektive in der Regel bedeutend billiger macht. Auch wurden die Filme wegen des Massenmarktes zumeist besonders günstig angeboten.

### Schärfentiefe
Mit seiner Schärfentiefe stellt das Kleinbildformat 24 mm × 36 mm einen günstigen Kompromiss dar; einerseits sind die Brennweiten kurz genug, um bereits mit geringem Abblenden einen großen Schärfenbereich erzeugen zu können, andererseits steht voll aufgeblendet meist genügend Unschärfe zur Verfügung, um den Hinter- vom Vordergrund abheben zu lassen. Letzteres wird auch durch die für viele Systeme verfügbaren lichtstarken Objektive unterstützt. Normalobjektive mit f/1,2 und leichte Teleobjektive mit f/2 lassen sich mit vertretbaren Kosten und Gewicht bauen (zum Vergleich: mit dem Halbformat 18 mm × 24 mm ist es schwierig, einen für gestalterische Zwecke ausreichend unscharfen Hintergrund zu erzeugen).

### Sucher
Die meisten Spiegelreflexkameras weisen einen fest eingebauten Prismensucher auf; bei den professionellen Topmodellen war es bis in die 1980er-Jahre üblich, dass die Einstellscheibe oder der ganze Sucher ausgewechselt und somit auf verschiedene Bedürfnisse angepasst werden konnte. Dies ist heute zumeist nicht mehr der Fall, einerseits weil z. B. ein Lichtschachtsucher eine gegenüber dem Mittelformat zu kleine Mattscheibe besitzt, als dass mit ihm das Motiv perfekt beurteilt werden könnte. Andererseits kann bei modernen Kameras die elektronische Steuerung das Auswechseln von Hardware-Komponenten ersetzen und damit überflüssig machen.

### Bildqualität
Das Kleinbild bietet generell eine hohe Bildqualität, mit einigem Aufwand kommt es sogar dem Mittelformat nahe. Aufwand bedeutet dabei, einen niedrigempfindlichen Film, eine hochwertige Optik und ein Stativ zu verwenden. In „digitalen“ Begriffen ausgedrückt, lässt sich mit einem hochwertigen KB-Diafilm niedriger Empfindlichkeit (25 ISO) eine technische Auflösung von etwa 16 Millionen Pixeln erzielen. Das Scannen von Kleinbildnegativen oder -dias mit höheren Auflösungen ist nicht sinnvoll, weil in diesem Fall nur noch das auf dem Film physikalisch vorhandene Korn der lichtempfindlichen Schicht vergrößert werden würde. Konstruktionsbedingt ist es etwas leichter, für (Mess-)Sucherkameras besonders hochwertige Objektive herzustellen, während bei Spiegelreflexkameras der optisch-technische Aufwand wegen des durch den Rückschwingspiegel beanspruchten Platzes etwas größer ist. Dieser leichte Vorteil wurde in den letzten Jahren aber durch die Massenproduktion der Spiegelreflexsysteme und ihre damit sinkenden Produktionskosten praktisch ausgeglichen.

### Einsatzgebiete
Kleinbildkameras lassen sich universell einsetzen. Es gibt kein Gebiet, auf dem sie nicht zumindest akzeptable Leistungen bieten könnten. Die Stärken insbesondere der Kleinbild-Spiegelreflexkamera liegen bei weit entfernten und schnell bewegten Motiven, weswegen sie jahrzehntelang den Markt für professionelle Sport- und Pressefotografen beherrschte (während Studio- und Landschaftsfotografen fast ausschließlich Mittel- und Großformatkameras einsetzten). Für die Systemkameras gibt es Objektive bis etwa zwölffacher Vergrößerung mit extrem guten Abbildungseigenschaften, wobei sich die Vergrößerung mit einem davor angeschlossenen Telekonverter bei nur geringem Qualitätsverlust weiter erhöhen lässt. Gut funktionierende Autofokus-Systeme sowie Bildstabilisatoren erleichtern hochwertige Sport- und Tieraufnahmen.
Hochwertige Messsucherkameras sind dagegen eher bei ungünstigen Lichtverhältnissen von Vorteil sowie in Situationen, die mehr Diskretion erfordern, wenn kein Stativ verwendet werden kann oder wenn es auf eine kleinere und leichtere Ausrüstung ankommt. Die zahlreichen lichtstarken Objektive erlauben Freihand-Nachtaufnahmen, die mit dem Mittelformat nicht erreichbar sind.

## Filme und Formate

### Typ 127
Der Rollfilm vom Typ 127 mit vier Zentimetern Breite gilt als erster Kleinbildfilm. Sein ursprüngliches Aufnahmeformat 4 cm × 6 cm galt damals noch als Kleinbild, zählt aber heute bereits zum Mittelformat; die Formate 3 cm × 4 cm und 4 cm × 4 cm hingegen noch zum Kleinbild. Der Film hatte bis zum Erscheinen des Instamaticfilms eine nennenswerte Bedeutung für einfache Kameras. Im März 1931 kam zudem die Rolleiflex Baby dafür heraus. Mit dieser Kamera wollte Rollei an dem von der Leica eingeleiteten Trend hin zum kleinen Bild teilhaben, sie hatte aber bei weitem nicht den Erfolg der Mittelformat-Rolleiflex. Deshalb wurde sie nach dem Zweiten Weltkrieg zunächst nicht wieder gebaut; erst im Juni 1957 kam erneut eine Baby auf den Markt, sie blieb bis Mai 1968 in der Produktion. Von der Baby erschienen auch einige Nachbauten, der bekannteste von Yashica. Nach 1970 geriet der Filmtyp jedoch in Vergessenheit.
Die genannten Rollfilmformate sind gerundete Maßangaben, die exakten Werte siehe unter Rollfilm.

### Typ 135

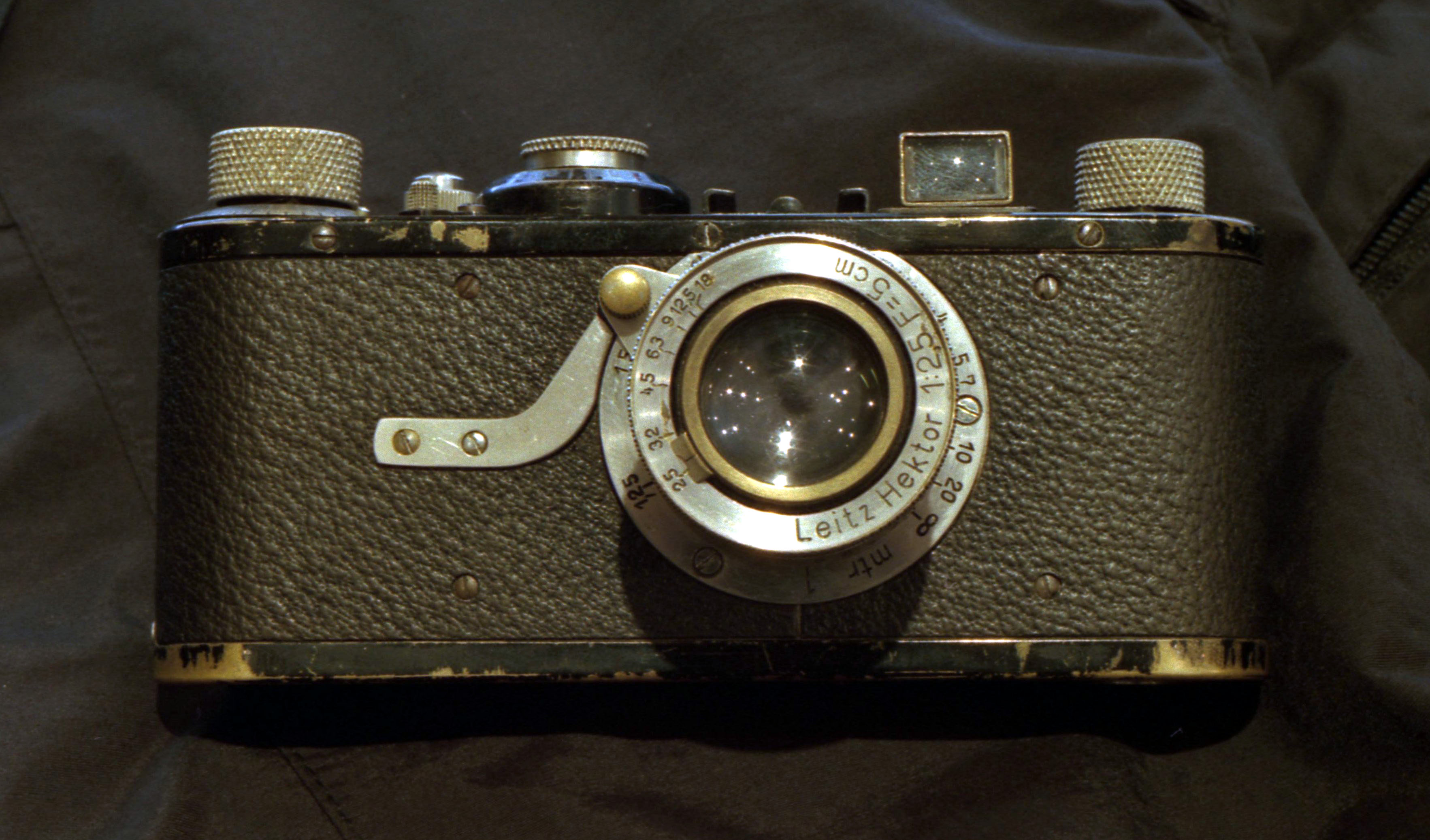
Eine Sucherkamera für Kleinbildfilm vom Typ 135: Leica Mod.Ia, 1925

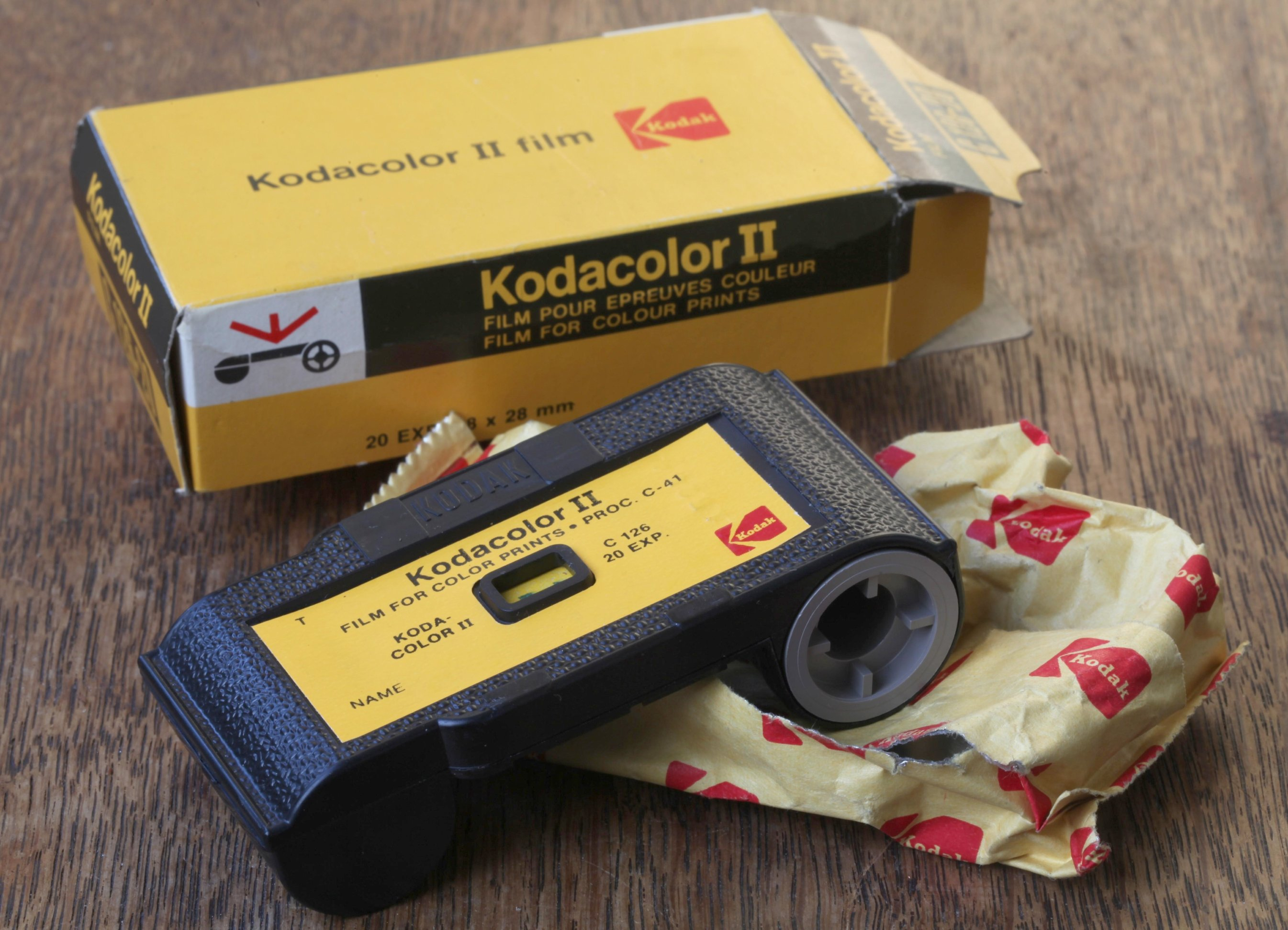
Filmkassette Typ 126 von Kodak

Im engeren Sinn bezeichnet Kleinbildfilm heute nur den Typ 135, da er das Kleinbild populär gemacht hat und seitdem bis heute am häufigsten vorkommt. Es ist der 35-mm-Kinefilm (Kinofilm), der in einer Patrone konfektioniert wird und deshalb beidseitig perforiert ist. Am Anfang des Typ 135 steht die von Oskar Barnack bei Ernst Leitz in Wetzlar entwickelte Leica, sie besaß bereits das Bildformat 24 mm × 36 mm, allerdings noch mit einer eigenständigen Patrone. Auch andere Hersteller benutzten noch eigene Patronenformen; nach 1945 verbreitete sich die von Kodak eingeführte Form des Typs 135 rasch auch in Deutschland. Nur ganz wenige Kameras verwendeten das Halbbildformat 18 mm × 24 mm, die bekannteste von ihnen ist die Olympus Pen. Bis Anfang der 1950er-Jahre gab es auch Modelle, die nur das Format 24 mm × 32 mm belichteten, darunter insbesondere die frühen Nikon-Sucherkameras. Vereinzelt gab es auch Kameras, die quadratische Formate von 24 mm × 24 mm auf dem Film belichteten.

### Typ 126
Für Einsteigerkameras entwickelte Kodak die leicht zu handhabende Instamatic-Kassette mit dem quadratischen Format 28 mm × 28 mm. Kodak bot zwar auch eine Spiegelreflexkamera an, Instamatic-Kameras wurden aber so gut wie ausschließlich in der unteren Preisklasse bis etwa 120 Mark gekauft. Dort war der Film ein großer Erfolg und in den 1960er- bis 1980er-Jahren weit verbreitet. Der Film ist 35 mm breit und trägt pro Bild ein Perforationsloch, das den Filmtransport der Kamera steuert.

### Rapidfilm
Agfa stellte als Instamatic-Konkurrenz den Rapidfilm vor, der zumeist ebenfalls mit quadratischen Bildern belichtet wurde, allerdings im Format 24 mm × 24 mm. Das System hatte außerhalb Deutschlands nur geringen Erfolg, so dass Rapidfilme nur in den 1960er- und frühen 1970er-Jahren eine gewisse Bedeutung erlangten. Der Film ist 35 mm breit und hat die gleiche Perforation wie ein gewöhnlicher Kleinbildfilm. Filmanfang und -ende sind durch Prägen aufgeraut, um den Lichteinfall in die Rapidkassette zu verhindern.